# Johann Carl Müller (Unternehmer)

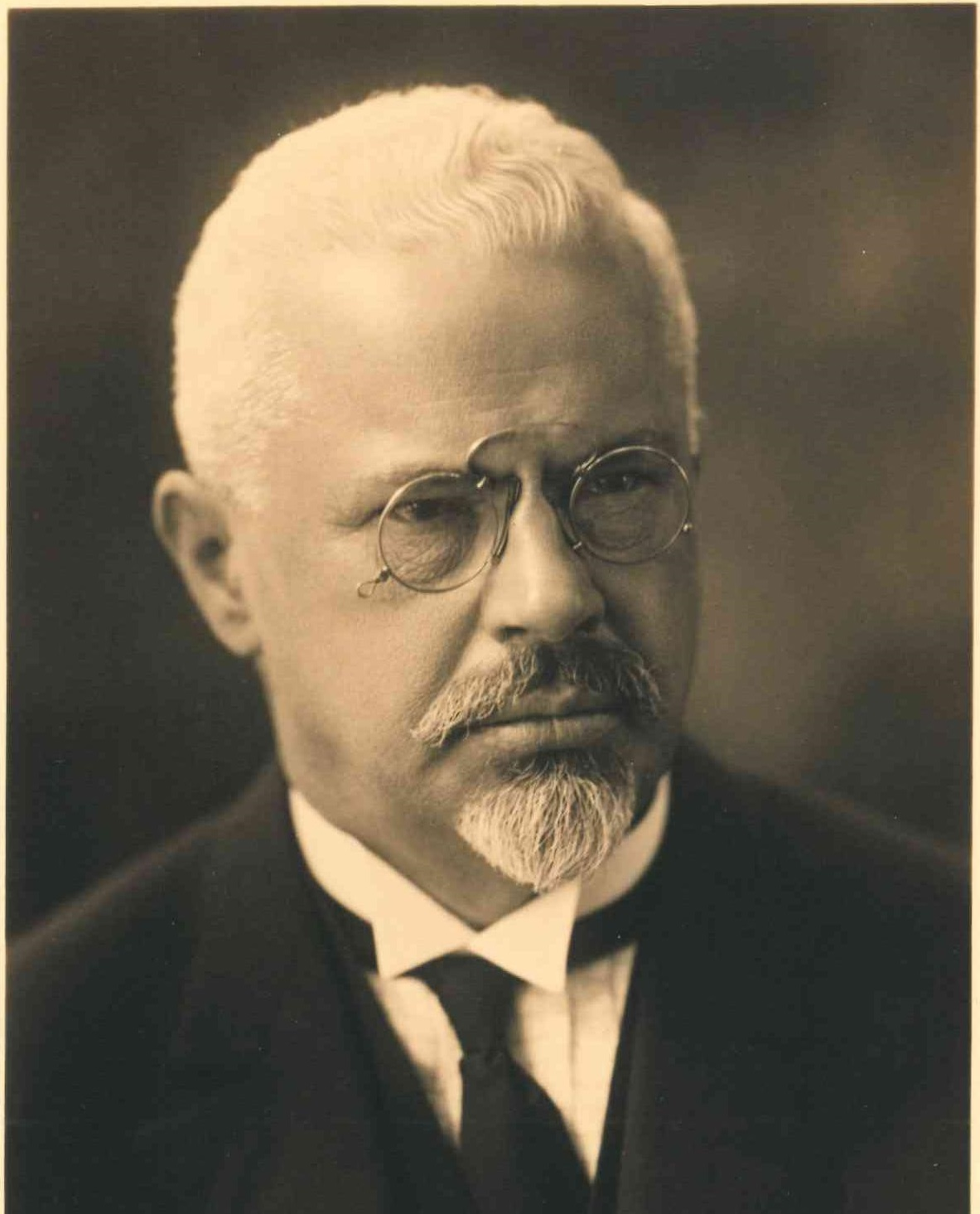
Johann Carl Müller im Juli 1930

Johann Carl Müller (* 7. Dezember 1867 in Chemnitz; † 16. Januar 1944 in Dresden) war ein deutscher Unternehmer im Bereich des Zigarettenmaschinenbaus. Sein Werdegang steht beispielhaft für den sozialen Aufstieg vom „Arme-Leute-Kind“ zum sozial orientierten Konzernchef im Zuge der Hochindustrialisierung in Deutschland.

## Leben

### Junge Jahre und Ausbildung
Johann Carl Müller wurde am 7. Dezember 1867 in Chemnitz als ältester Sohn von sechs Kindern des Hausdieners Johann Karl Friedrich Müller und seiner Frau Christiane Aurelie geboren. Die Eltern entstammten Kleinbauernfamilien, die im Zuge der industriellen Revolution verarmt waren und deren Angehörige seither ihren Lebensunterhalt als Kleinhandwerker, Fabrikarbeiter und Dienstboten bestritten. Müller wuchs in entsprechend bescheidenen materiellen Verhältnissen auf. Aushilfstätigkeiten vor und nach dem Schulunterricht gehörten zu seinem Alltag.
Von 1882 bis 1887 absolvierte Müller im Destillationsgeschäft Heinrich Gey in Chemnitz eine kaufmännische Lehre. Gefördert vom Lehrherrn partizipierte er am fortschrittlichen, tradierte soziale Barrieren ignorierenden Bildungssystem in der Stadt und erhielt nicht nur eine moderne kaufmännische Ausbildung, sondern lernte auch mehrere Fremdsprachen.

### Karriere
Nach einer einjährigen Geschäftsführertätigkeit in einer kleinen Handelsfirma wechselte Müller 1888 zur Leder- und Treibriemenfabrik Gebr. Klinge in Löbtau bei Dresden. Der aufstrebende Zulieferer für Industrieunternehmen stieg in dieser Zeit zu den führenden Firmen der Branche in Europa auf und wurde zum Karrieresprungbrett für Müller. Dieser erhielt 1890 Prokura, besuchte Kunden in zahlreichen Ländern inner- und außerhalb Europas und avancierte zur „rechten Hand“ von Firmenchef Alfred Klinge.
Im Jahr 1902 engagierte sich Klinge finanziell in der von Otto Bergsträsser, einem deutschen Pionier der maschinellen Produktion von Zigaretten, vier Jahre zuvor gegründeten Compagnie Universelle.
Klinge übertrug Müller die kaufmännische Leitung der Compagnie. Unter seiner Regie entwickelte sich die Dresdner Zigarettenmaschinenfabrik zu einem wettbewerbsfähigen Unternehmen. Müller war bald auch persönlich an der Entwicklung neuer Maschinen beteiligt und schied 1911 bei Gebr. Klinge aus. Vier Jahre später, nachdem Bergsträsser verstorben war, wurde Müller „alleiniger Gesellschafter der nunmehrigen Universelle-Zigarettenmaschinenfabrik J. C. Müller & Co., die sich zum führenden deutschen Anbieter mit Sitz in Dresden“ entwickelte.
Im Ersten Weltkrieg erwarb Müller mehrere ortsansässige Konkurrenten und andere Maschinenbaufirmen. Negative ökonomische Folgen des Krieges kompensierte er unter anderem durch eine vorübergehende Beteiligung an der Rüstungswirtschaft. In der von zahlreichen ökonomischen Krisen geplagten Weimarer Republik investierte die Universelle mit gemischtem Erfolg zeitweilig in branchenfremde Produkte. Vor allem forcierte sie den Export im Stammgeschäft durch die Gründung einer Auslandsvertretung in Rotterdam, die bald in vielen Ländern Handelsfilialen unterhielt.
1922 ging Müllers Unternehmen zudem eine exklusive und ertragreiche Geschäftsbeziehung mit der in Hamburg angesiedelten Reemtsma Cigarettenfabriken GmbH, die in den 1930er-Jahren Branchenführerin in Deutschland wurde, ein.
Anfang 1933 beschäftigte die Universelle über 1200 Mitarbeiter, unterhielt zahlreiche Tochterfirmen und etablierte in den USA eine Vertretung, die später zur ersten Produktionsstätte im Ausland weiterentwickelt wurde. Der Konzern hatte inzwischen nicht nur in Deutschland eine monopolartige Stellung erreicht, sondern war auch zu einem Weltmarktführer aufgestiegen.
Nach der Machtübernahme 1933 versuchten die Nationalsozialisten die Kontrolle über das Unternehmen und seine Auslandsgeschäfte zu erlangen, was teilweise gelang. Als Kompensation für ökonomische Verluste und als Zugeständnis an die neuen Machthaber übernahmen die Universelle Werke ab 1936 Rüstungsaufträge. Dies war der Auftakt für eine zunehmend tiefe Verstrickung des Unternehmens in die nationalsozialistische Kriegswirtschaft während des Zweiten Weltkrieges.
Müller habe dabei, so die Forschung, „eine für viele Deutsche zeittypische Ambivalenz zwischen Anpassung und Opposition“ gezeigt. Das Fazit: „Es mutet tragisch an, dass Johann Carl Müller in dem Bemühen um größtmögliche Unabhängigkeit vom NS-Staat sein unternehmerisches Lebenswerk ‚Universelle‘ auf einen Weg brachte, der zu einer immer tieferen Verstrickung mit der nationalsozialistischen Kriegswirtschaft führte.“
Nachdem Müller sich persönlich für jüdische Mitarbeiter in der Rotterdamer Vertretung einsetzte und sich weigerte, seine Kontakte zu jüdischen Geschäftspartnern im Ausland abzubrechen, kamen er und seine Tochter Johanna im März 1942 in Dresden in Gestapo-Haft. Nach der Entlassung zog er sich aus der Firma zurück. Johann Carl Müller starb nach längerer Krankheit am 16. Januar 1944 in seiner Villa in Hosterwitz.

### Soziales Engagement
Müller erwarb sich früh den Ruf eines Firmenpatriarchen, der Leistungsorientierung mit sozialem Engagement paarte. Innerbetriebliche Maßnahmen wie die Einrichtung einer Kantine, einer Krankenstation mit geschultem Pflegepersonal und hohe Weihnachtsgratifikationen sowie mehrere Initiativen für berufliche Nachwuchsbildung zeugen davon. Ab 1934 richtete er in Schellerhau im Erzgebirge und in Kleinhennersdorf in der Sächsischen Schweiz Ferienheime für Betriebsangehörige und ihre Familien ein. 1942 initiierte er eine Zusatzrente für Betriebsangehörige.
Das soziale Engagement Müllers ging über die betriebliche Sphäre hinaus. In der Hyperinflation 1923 kaufte er eine Schiffsladung Gefrierfleisch, die er auf eigene Kosten per Eisenbahn von Hamburg nach Dresden transportieren ließ. In eigens für die Verteilung errichteten Ausgabestellen durften damals Dresdner Bürger Fleisch und Brot zum Vorzugspreis erwerben.
An seinem Wohnort war er mäzenatisch tätig. „J.C. Müller war in Hosterwitz sehr angesehen, er hatte guten Kontakt zu den Bürgern, erbrachte ein hohes Steueraufkommen für die Gemeinde und eine Reihe von Wohltätigkeiten“, so eine Ortschronik.

## Familiäres

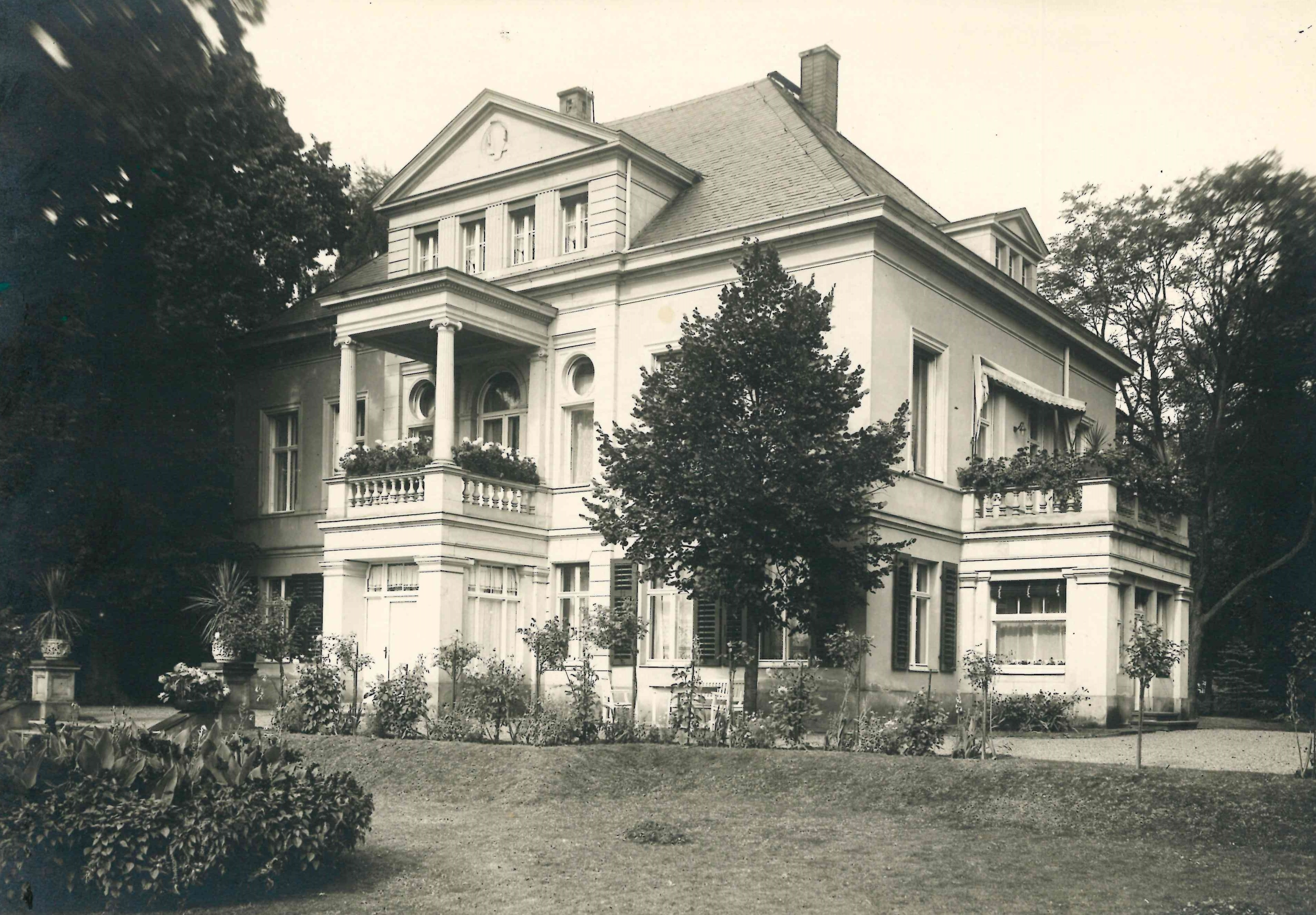
Villa Dresden-Hosterwitz, Wohnhaus von Johann Carl Müller

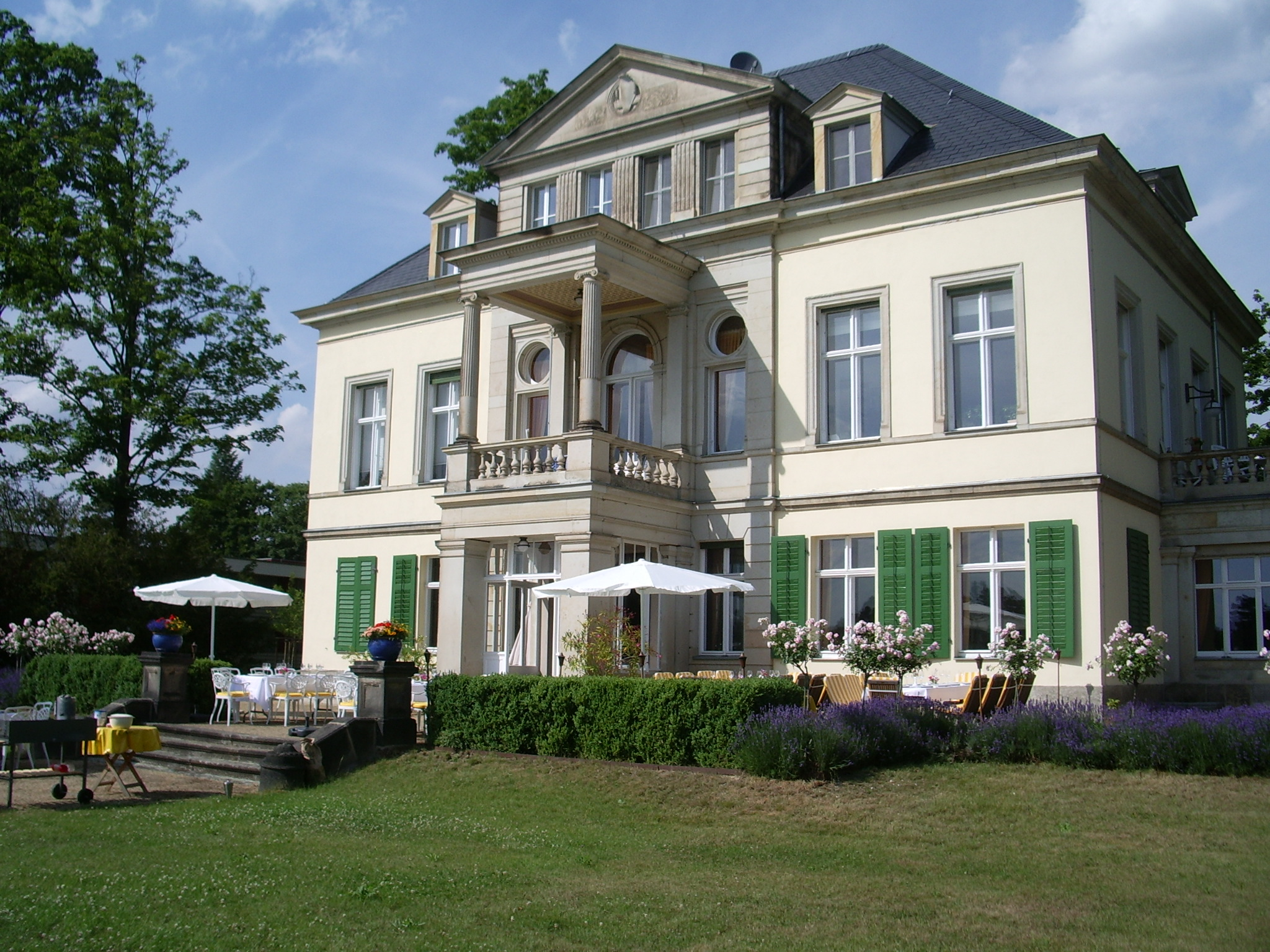
Villa Dresden-Hosterwitz, ehem. Wohnhaus Johann Carl Müller, Aufnahme von 2008

Johann Carl Müller heiratete 1891 Mathilde Margaretha Filbrich, die Tochter eines Holzhandwerkers. Das Ehepaar hatte drei Töchter und einen Jungen, wobei zwei Töchter früh starben. Die älteste Tochter Johanna heiratete 1919 den Kaufmann Hans Schwerin, der eine führende Position in der Universelle bekam. Sohn Carl Wilhelm Müller trat ebenfalls 1919 in das väterliche Unternehmen ein. Infolge von Dissonanzen mit dem Vater verließ er, obwohl zunächst als dessen Nachfolger vorgesehen, 1937 die Firma wieder. Carl Wilhelm erkrankte später schwer und wurde im Sommer 1943 im Rahmen des NS-Euthanasieprogramms in der Heil- und Pflegeanstalt Großschweidnitz ermordet.

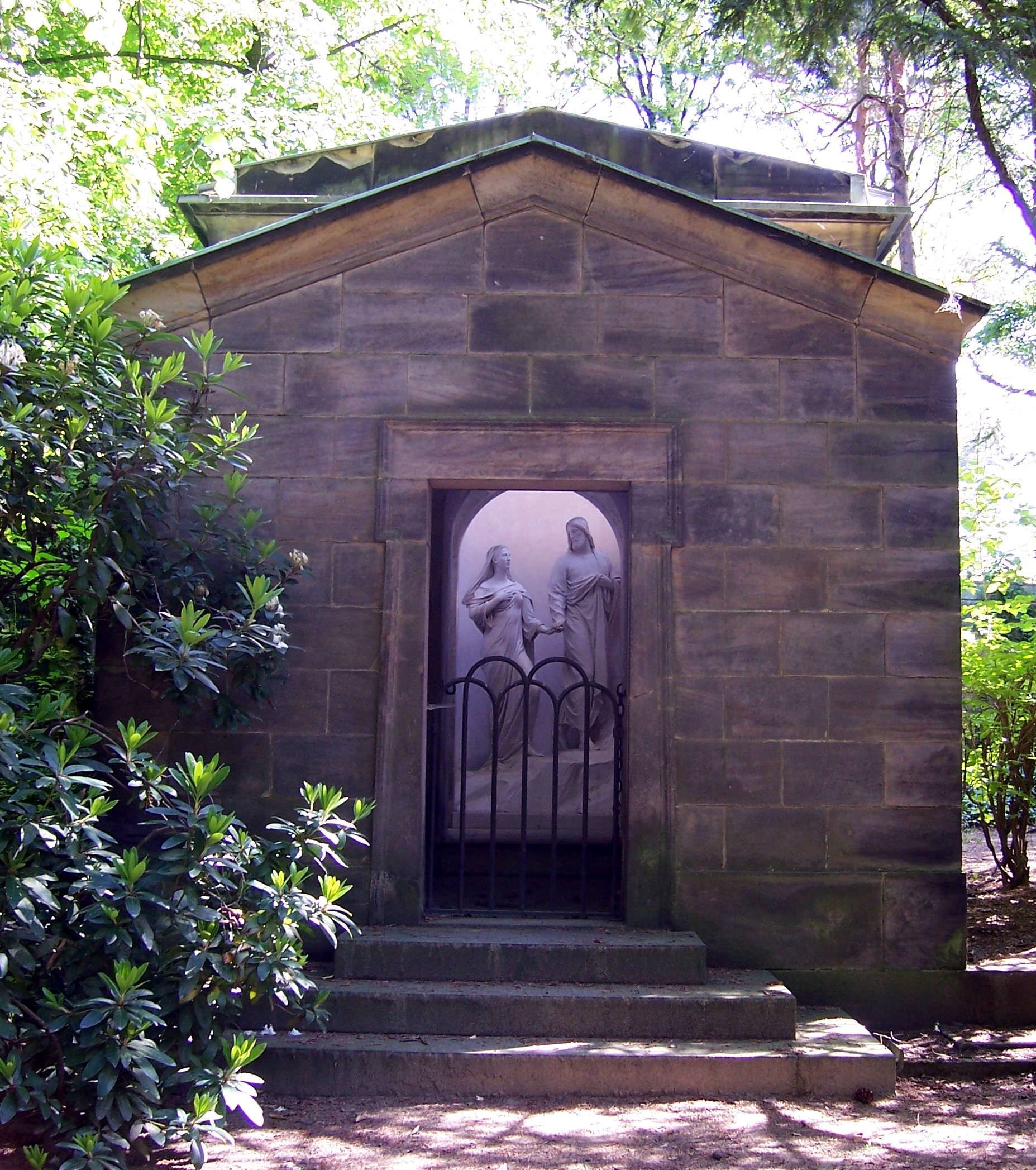
Mausoleum Müller

Im Jahr 1919 kaufte Müller die Villa Maillebahn 8 in der elbaufwärts gelegenen Gemeinde Hosterwitz. Die Villa war mehrere Jahre auch das Domizil von Tochter Johanna und Sohn Carl Wilhelm inklusive deren Familien. Heute betreibt die nach Müller benannte Johann Carl Müller-Stiftung seniorengerechte Wohnungen mit Service. Anlässlich des Todes von Ehefrau Mathilde 1930 erwarb Müller die Grufthalle auf den Waldfriedhof Weißer Hirsch als Erbbegräbnisstätte. Außer Johann Carl Müller und seiner Frau Mathilde liegen dort die früh verstorbenen Töchter Charlotte und Dorothea sowie Sohn Carl Wilhelm und dessen Frau Susanne begraben. Das sogenannte Mausoleum Müller steht auf einer 120 Quadratmeter großen Fläche und gilt heute als das künstlerisch bedeutendste Grab des Friedhofs.
In Andenken an das soziale Engagement des Unternehmers benannten Tochter Johanna Schwerin und Enkelin Anneliese Beermann ihre 1963 in Hamburg gegründete Stiftung für Senioren, hilfsbedürftige Menschen und Studierende nach Johann Carl Müller.